# روبن إدواردو أكوستا
روبن إدواردو أكوستا (بالإسبانية: Ruben Eduardo Acosta)‏ مواليد 21 يوليو 1978 في بوينس آيرس، هو ملاكم محترف أرجنتيني يصنف ضمن فئة الوزن المتوسط.

## إحصائيات
خاض خلال مسيرته 50 نزالا، فاز في 31 وتعادل في 5 وخسر في 14. فاز بالضربة القاضية في 11 نزالا.

## روابط خارجية
- روبن إدواردو أكوستا على موقع بوكس ريك (الإنجليزية) (registration required)